# Bela Crkva (Voïvodine)
Pour les articles homonymes, voir Bela Crkva et Weisskirchen.
Bela Crkva (en serbe cyrillique : Бела Црква ; en hongrois : Fehértemplom ; en allemand : Weißkirchen) est une ville et une municipalité de Serbie situées dans la province autonome de Voïvodine. Elles font partie du district du Banat méridional. Au recensement de 2011, la ville comptait 8 868 habitants et la municipalité dont elle est le centre 17 285.
En serbe, le nom de Bela Crkva signifie « l'église blanche ». Il en est de même pour les noms hongrois et allemand.

## Géographie
La municipalité de Bela Crkva, située au nord-est de la Serbie, est longée par la Nera, une rivière qui, à cet endroit, sert de frontière entre la Roumanie et la Serbie ; elle est également traversée par le canal Danube-Tisa-Danube. La ville de Bela Crkva proprement dite se trouve à proximité de la réserve naturelle de la Deliblatska peščara, la plus vaste zone sablonneuse d'Europe, ce qui lui vaut les surnoms de « Sahara de l'Europe » et de « plus vieux désert d'Europe » ; depuis 1989, elle est classée parmi les Zones importantes pour la conservation des oiseaux (en abrégé : ZICO ; en anglais : Important Bird Areas ou IBA). La ville est également située près du site naturel de Labudovo okno, qui, depuis 2006, est inscrit sur la liste des sites Ramsar pour la conservation et l'utilisation durable des zones humides. Outre ces sites protégés, la région possède de nombreux lacs, comme ceux de Vračev Gaj, de Šaran ou de Šljunkar.

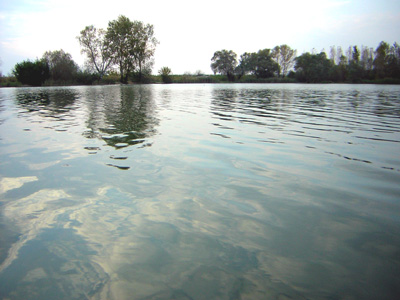
Le lac de Vračev Gaj

## Histoire
La ville fut fondée en 1717, par le maréchal de camp d'origine lorraine Claude Florimond de Mercy au service de la cour d'Autriche et nommé gouverneur du Banat  de Temesvar. Au moment où la région entra dans l'empire d'Autriche, elle fit partie de la province de la Frontière militaire.
Au recensement de 1910, la ville était principalement peuplée d'Allemands. Bela Crkva comptait alors 11 524 habitants, dont 6 062 parlaient allemand, 1 994 parlaient serbe, 1 806 roumain et 1 213 hongrois. La municipalité, elle, comptait 36 831 habitants, dont 20 897 parlaient serbe, 8 234 roumain et 4 791 allemand.
Après l'effondrement de l'Autriche-Hongrie en 1918, Bela Crkva fit partie du royaume des Serbes, Croates et Slovènes et partagea ensuite les vicissitudes historiques de la Yougoslavie.

## Localités de la municipalité de Bela Crkva

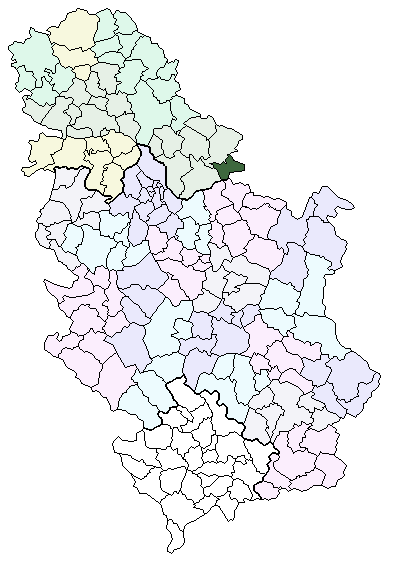
Localisation de la municipalité de Bela Crkva en Serbie
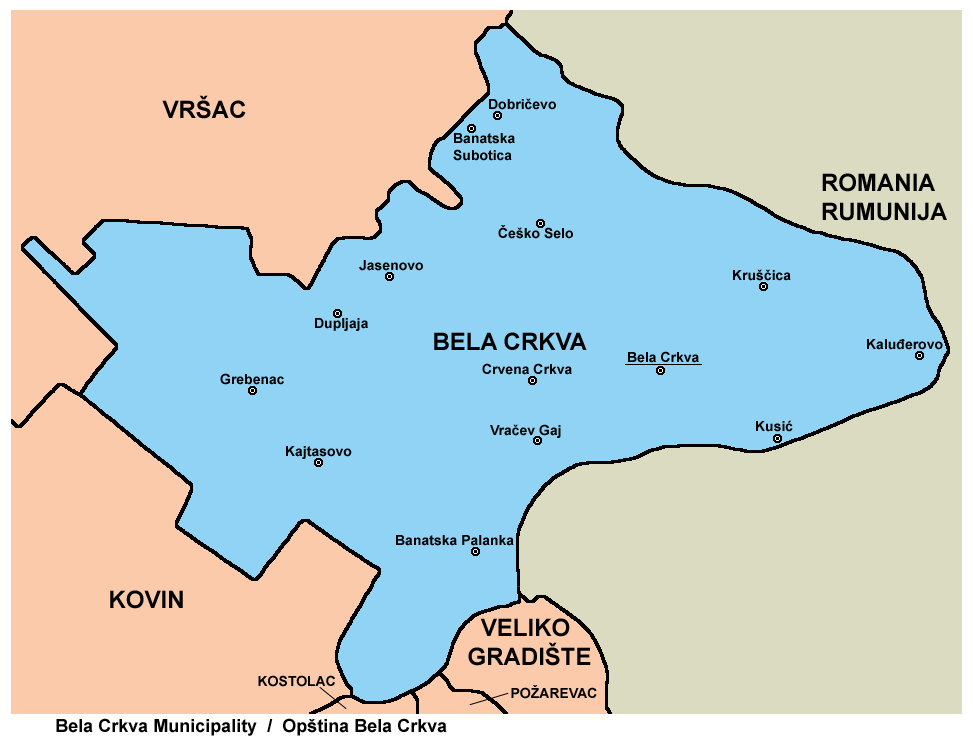
Localités de la municipalité de Bela Crkva

La municipalité de Bela Crkva compte 14 localités :
- Bela Crkva
- Banatska Palanka
- Banatska Subotica
- Vračev Gaj
- Grebenac
- Dobričevo
- Dupljaja
- Jasenovo
- Kajtasovo
- Kaluđerovo
- Kruščica
- Kusić
- Crvena Crkva
- Češko Selo

Bela Crkva est officiellement classée comme une « localité urbaine » (en serbe : градско насеље et gradsko naselje) ; les autres localités sont considérées comme des « villages » (село/selo).

## Démographie

### Ville

#### Évolution historique de la population dans la ville
| 1948  | 1953  | 1961   | 1971   | 1981   | 1991   | 2002   | 2011  |
| ----- | ----- | ------ | ------ | ------ | ------ | ------ | ----- |
| 9 428 | 9 803 | 10 722 | 11 084 | 12 317 | 11 634 | 10 675 | 8 868 |

### Municipalité

#### Répartition de la population par nationalités dans la municipalité (2002)
Toutes les localités de la municipalité possèdent une majorité de peuplement serbe, à l'exception de Grebenac, qui est habité par une majorité de Roumains et Češko Selo, le « village tchèque », qui est habité par une majorité de Tchèques.

## Religion

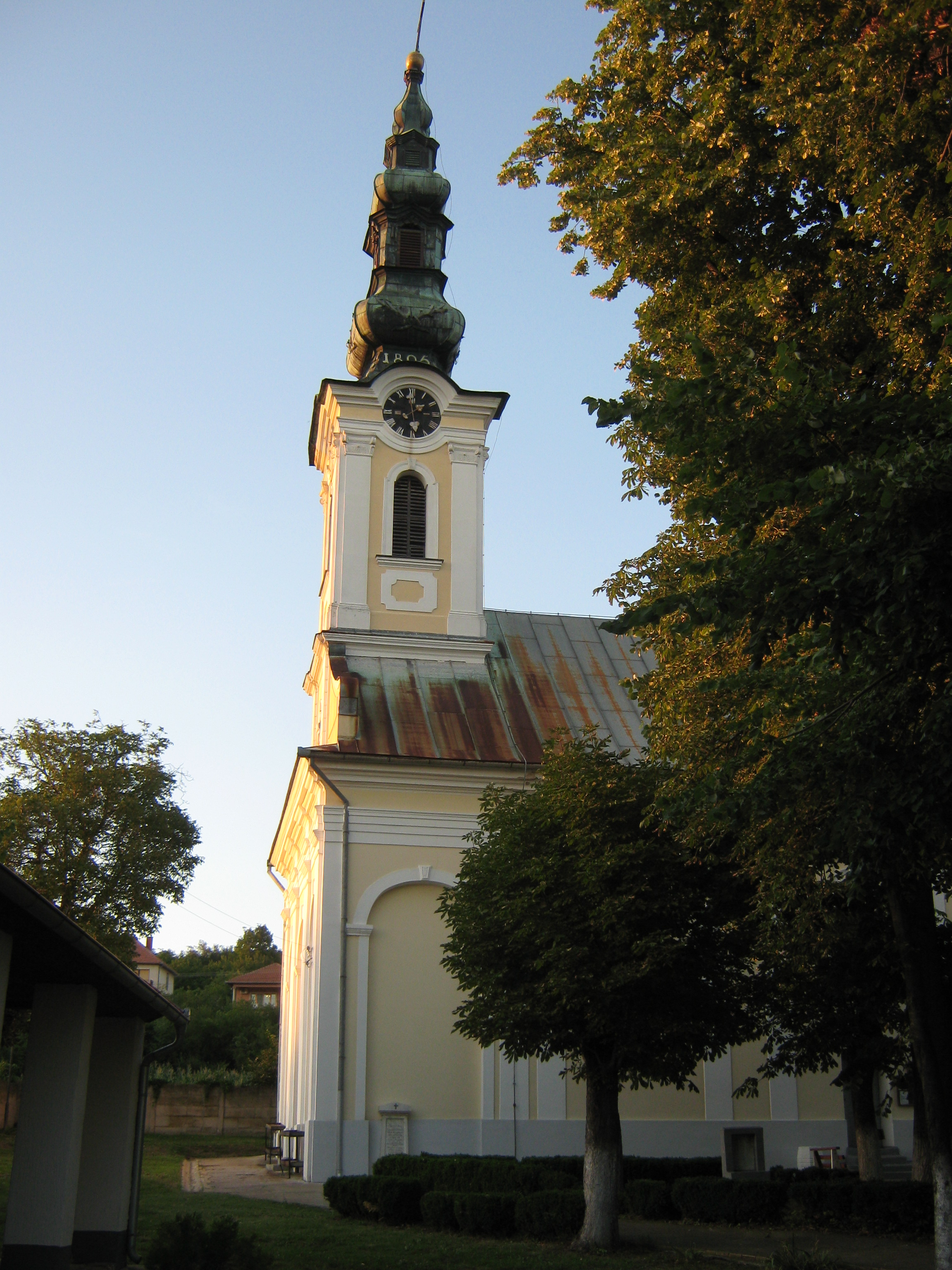
L'église orthodoxe Saint-Pierre-et-Saint-Paul de Bela Crkva

## Politique
À la suite des élections locales serbes de 2008, les 33 sièges de l'assemblée municipale de Bela Crkva se répartissaient de la manière suivante, :
| Parti                                                               | Sièges |
| ------------------------------------------------------------------- | ------ |
| Parti démocratique                                                  | 8      |
| Parti radical serbe                                                 | 6      |
| Liste « La région de Vršac, une région européenne pour Bela Crkva » | 6      |
| Parti démocratique de Serbie                                        | 4      |
| Liste « De tout mon cœur pour Bela Crkva »                          | 2      |
| Mouvement Force de la Serbie                                        | 2      |
| Ligue des sociaux-démocrates de Voïvodine                           | 2      |
| Parti libéral-démocrate                                             | 1      |
| Union rom de Serbie                                                 | 1      |
| Parti démocrate-chrétien de Serbie                                  | 1      |

Željko Crnogorac, membre du Parti démocratique du président Boris Tadić, qui conduisait la coalition Pour une Serbie européenne, a été élu président (maire) de la municipalité. Šiman Irović, lui aussi membre du Parti démocratique, a été élu président de l'assemblée municipale.

## Personnalités
- Marie Eugénie Delle Grazie (1864-1931), écrivain, dramaturge, et poète.
- Anton Arnold (1881-1954), chanteur, ténor a l'Opéra National de Vienne
- Anny Konetzni (1902-1968), chanteuse d'opéra à l'Opéra National de Vienne
- Zoltán Beke (1911-1994), footballeur roumain et entraîneur d'origine hongroise. Joueur dans la ligue nationale roumaine Divizia A ainsi que dans la Nemzeti Bajnokság hongroise, sélectionné en 1934 pour la coupe du monde de football.
- Vasko Popa (1922-1991), poète serbe d'origine roumaine est né à Grebenac près de Bela Crkva.
- Carl Sonklar (1816-1885), colonel, géographe militaire, pionnier de la mensuration topographique des Alpes.
- Ottokar Novacek (1866-1900), compositeur et violoniste
- Karl Novacek (1868-1929), violoncelliste, chef d'orchestre
- Rudolf Novacek (1860-1929), compositeur, chef d'orchestre